# Rio Avrigel
O Rio Avrigel é um rio da Romênia afluente do rio Avrig, localizado no distrito de Sibiu.